# 羌塘语
羌塘语或上拉达克语，是藏北高原区域西藏和拉达克边境地区的藏语。使用者的民族认同是拉达克语，但互通度并不高。